# Güven Varol
Güven Varol (* 2. Juni 1981 in Sakarya) ist ein ehemaliger türkischer Fußballspieler.

## Karriere

### Verein
Güven Varol begann mit dem Vereinsfußball in der Jugend des türkischen Traditionsklubs Sakaryaspor. 1999 wechselte er zum Istanbuler Amateurklub Anadolu Hisarı İdman Yurdu. Dort wurde auf ihn der Istanbuler Drittligist Pendikspor aufmerksam und verpflichtete ihn für die kommende Saison. Varol bekam bei Pendikspor einen Profi-Vertrag. Nach zwei Jahren bei Peindikspor wechselte er zum Stadt- und Ligakonkurrenten Beykozspor. 2004 ging Varol zum Süper-Lig-Club Denizlispor. Hier war er in seiner ersten Saison Stammspieler, während er in der zweiten Spielzeit meist Reservespieler war. Nach Vertragsende wechselte er innerhalb der Liga zu Manisaspor. Auch bei Manisaspor stand er nur selten im Aufgebot der Mannschaft. Nach dem Abstieg Manisaspors am Ende der Saison 2007/08 ging Varol mit seinem Klub in die zweitklassige TFF 1. Lig. Hier schaffte er mit seinem Verein als Meister der TFF 1. Lig den direkten Wiederaufstieg. Er spielte anschließend noch eine Spielzeit in der Süper Lig für Manisaspor und verließ den Verein Richtung MKE Ankaragücü. Zur Winterpause 2011/12 geriet Ankaragücü in eine finanziell schwierige Lage und konnte über mehrere Monate die Spielergehälter nicht zahlen. Daraufhin klagten viele Spieler vor Gericht und wurden freigestellt. Unter den freigestellten Spielern war auch Güven Varol. In der Winterpause wechselte Güven Varol dann ablösefrei zum Ligakonkurrenten Kardemir Karabükspor. In eineinhalb Jahren kam Varol zu 12 Ligaspielen. Er wechselte zur Saison 2013/14 zum Zweitligisten Mersin İdman Yurdu. Dort war er insgesamt vier Spielzeiten, davon eine in der Süper Lig, aktiv und beendete im Sommer 2017 seine aktive Karriere.

### Nationalmannschaft
Güven Varol absolvierte 2004 und 2005 jeweils ein Testspiel für die türkische A-2 Nationalmannschaft, einer Perspektivauswahl des türkischen Fußballverbands im Hinblick auf die Weltmeisterschaft 2006. 

## Erfolge
Manisaspor
- Playoff-Sieger der TFF 1. Lig und Aufstieg in die Süper Lig: 2008/09

Mersin İdman Yurdu
- Playoff-Sieger der TFF 1. Lig und Aufstieg in die Süper Lig: 2013/14